# 파한집
《파한집》(破閑集)은 고려 명종 때의 문인 이인로의 설화문학집(說話文學集)이다. 3권 1책.
파한(破閑)이라는 제목은 직역하면 "한가로움을 깨뜨린다"는 것이다. 한가로움(閑)이란 "공명을 이루고 난 뒤 벼슬에서 물러나서, 혹은 산림에 은거하며 마음이 바깥의 일을 바라지 있는 경지에 이른 것"을 말하며, 이인로는 이러한 평온한 경지에 이른 자만이 한가함을 깨뜨리고 진정한 문학을 하는 경지에 이를 수 있다고 보았다.
내용은 한시에 관련된 시화(詩話)와 당대 이인로와 교유한 문인들과의 문담, 계림(鷄林)의 옛 풍속이나 서경(평양)과 개경의 산하(山河)와 인물, 궁정과 사관(寺觀) 등의 풍물을 기록하고 있다.
《파한집》은 명유(名儒)의 시문이 인멸된 것을 개탄한 이인로의 아들 이세황(李世黃)이 왕씨 성을 가진 안렴사(按廉使)의 후원을 받아 부군의 유고(遺稿)를 수습, 원종 원년(1260년) 3월에 처음 간행하였으며, 조선 성종 24년(1468년) 경상감사(慶尙監司) 이극돈과 도사(都事) 이종준이 간행해 바친 것을 왕명으로 내부(內府)에 간수하게 하고 홍문관에 내려 주해하게 하였다는 기록이 있다. 그러나 현재 그 초간본은 전해지지 않고 있으며, 현존하는 《파한집》은 조선 효종 10년(1659년) 경주부윤(慶州府尹) 엄정구(嚴鼎耉)가 조속(趙涑)의 집에 소장된 비본(秘本)을 각판한 것이다. 20세기의 서지학자 이인영(李仁榮)은 《청분실서목》(靑芬室書目)에서 현존하는 목판본 《파한집》은 모두 이때 각판된 판본을 모본으로 하며, 인쇄 및 제책, 보존 방식에 차이가 있을 뿐이라고 지적하였다.
한국문학사에서의 본격적인 문학 비평은 고려 후기의 이 《파한집》을 효시로 시작되었다. 조선 초기의 문신 서거정은 동인시화의 서문에서 이제현의 《역옹패설》과 이인로의 《파한집》 같은 책이 나오면서부터 "시학의 정수를 비로소 고찰할 수 있게 되었다."고 평가하였다. 《파한집》은 한국 최초의 시화집으로 시에 대한 일화와 작품 소개에 이인로 본인의 시평을 적은 것이 대부분으로, 1차적으로는 한국 고전시학 연구 자료일 뿐 아니라, 무신집권기 전후 고려 사회를 당대인의 시각에서 보여주는 사료이다. 고려 시대의 판각판으로 오늘날까지 존재하는 귀중한 자료로써도 가치가 높다.

## 같이 보기
- 보한집